# Toixó asiàtic
El toixó asiàtic (Meles leucurus) és una espècie de mamífer mustèlid originari de la Xina, el Kazakhstan, la península de Corea i Rússia. És d'un color més clar que el toixó europeu (Meles meles). És més petit que els seus parents europeus i té les dents molars relativament més grans.